# San Bartolomé (Gavín)

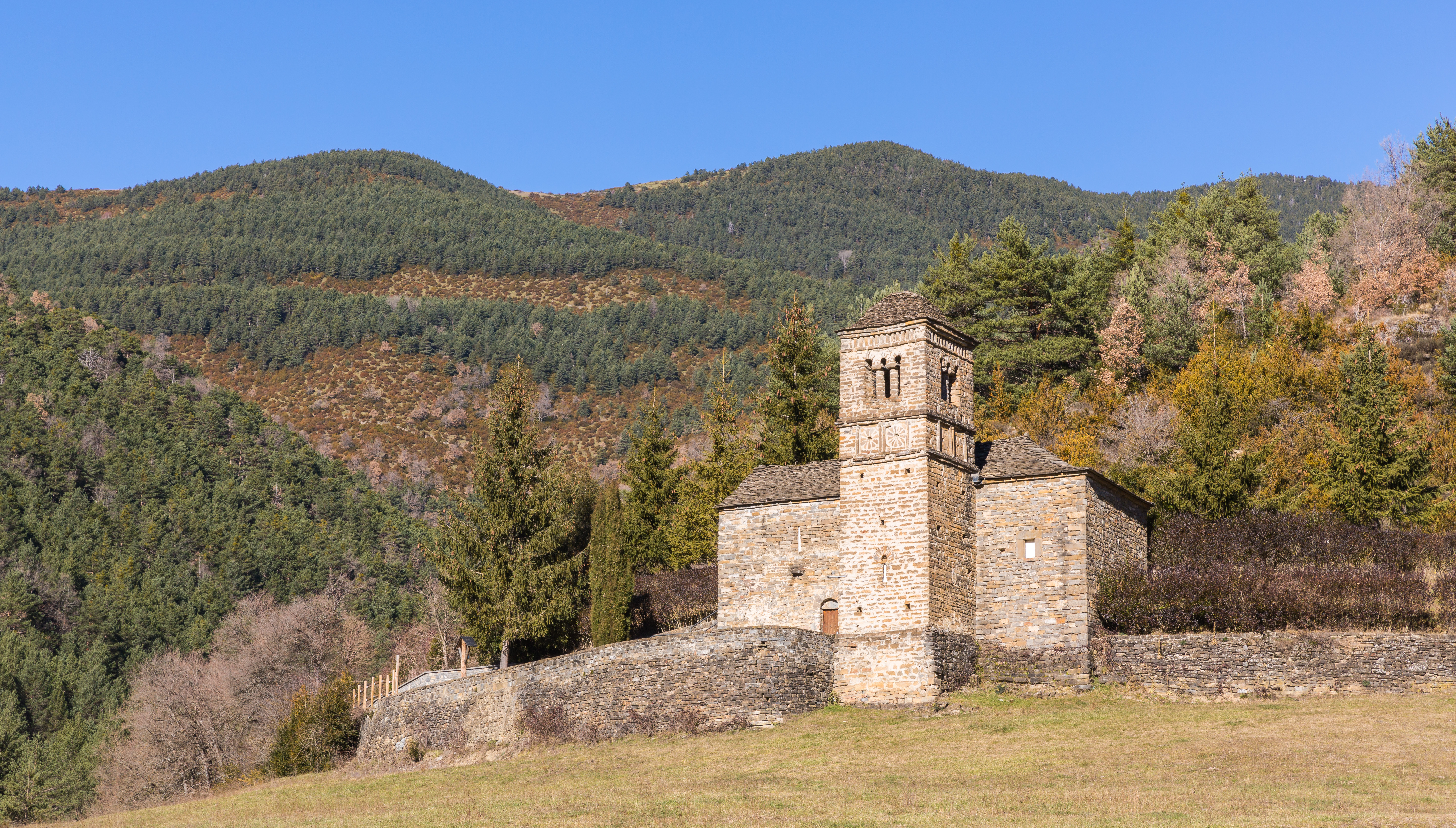
San Bartolomé in Gavín

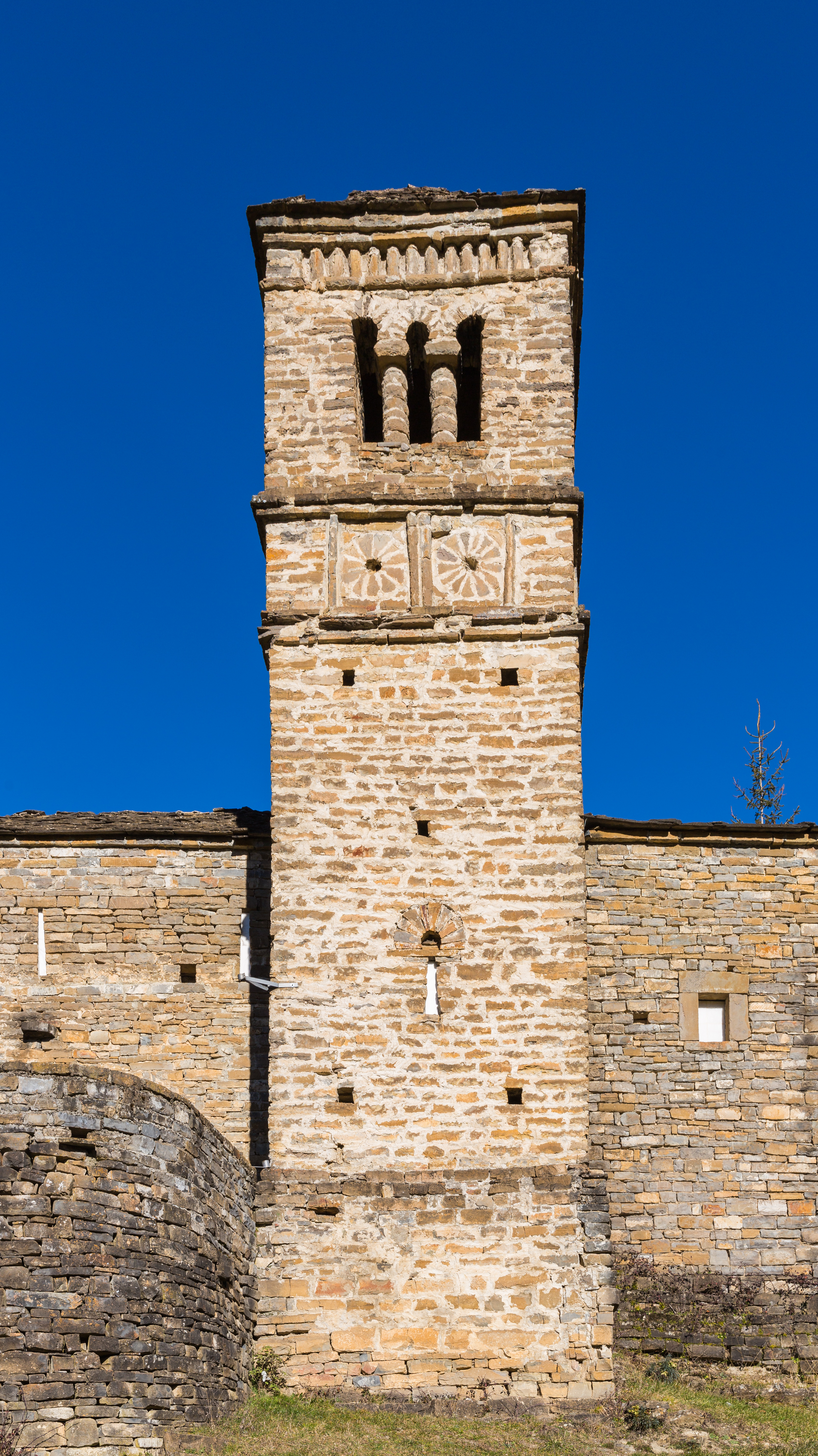
Turm der Kirche

Die römisch-katholische Kirche San Bartolomé in Gavín, einem Ortsteil der Gemeinde Biescas in der spanischen Provinz Huesca der Autonomen Gemeinschaft Aragonien, wurde ab dem 10. Jahrhundert errichtet. Die heutige Einsiedelei ist seit 1982 ein geschütztes Baudenkmal (Bien de Interés Cultural).

## Geschichte
Die dem Apostel Bartholomäus geweihte Kirche steht heute außerhalb des Ortes zwischen Wiesen. Von ihrer Entstehungsgeschichte ist nichts bekannt, möglicherweise gehörte sie zu einem aufgegebenen Dorf. Der Bau wurde vermutlich im 10. Jahrhundert begonnen, der Turm wird in die Zeit zwischen 1050 und 1060 datiert. Die Kirchen der historischen Region Serrablo weisen Ähnlichkeiten auf, sie besitzen keine skulptierten Elemente und werden der Mozarabischen Architektur zugeordnet.

## Beschreibung

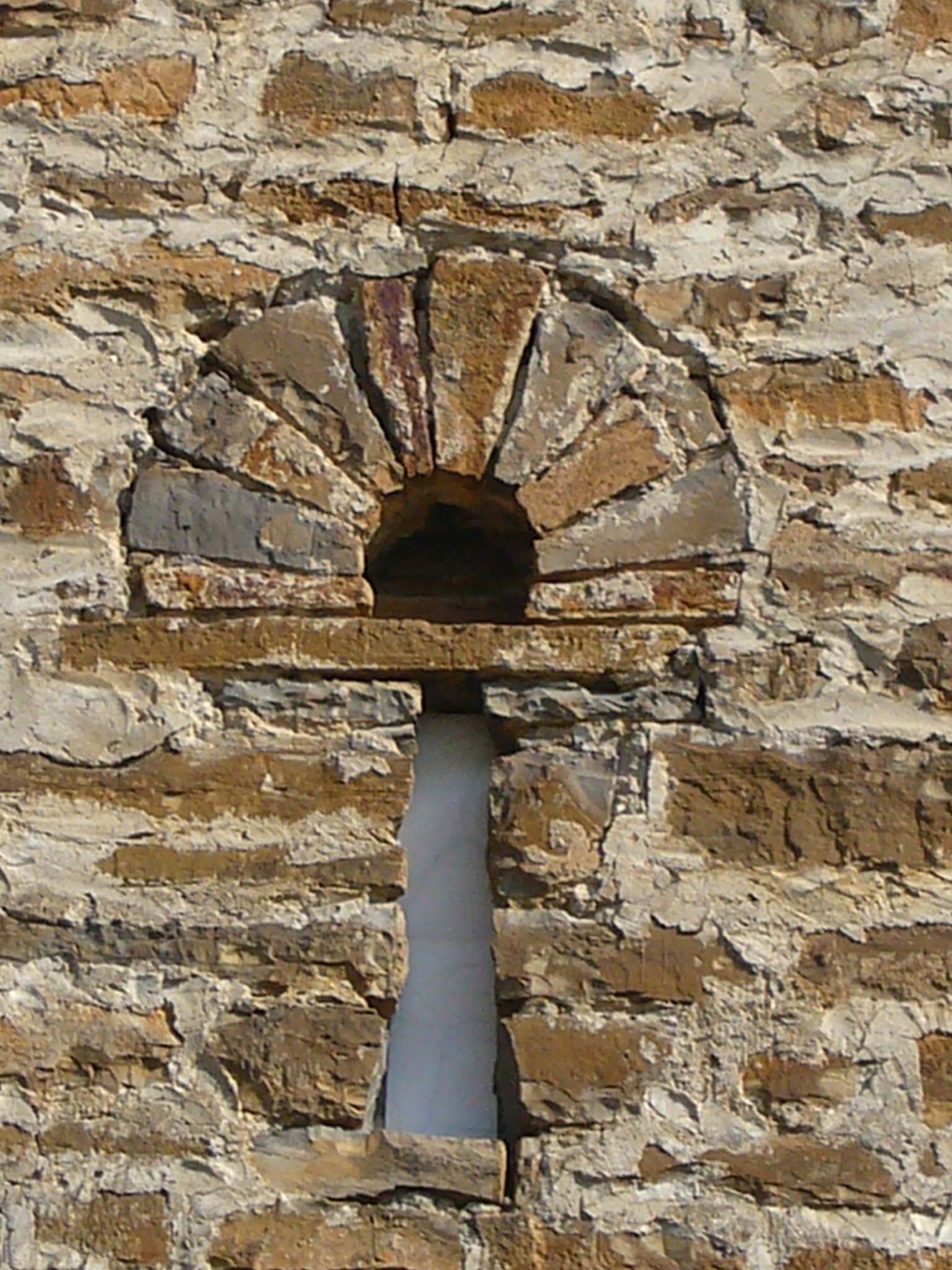
Mozarabische Fensteröffnung im Turm

San Bartolomé besitzt ein Kirchenschiff und eine quadratische Apsis. Der südlich angebaute rechteckige Turm hat in seinen Untergeschossen weder einen Eingang noch Fenster, da er wohl als Wehrturm genutzt wurde. In seinem obersten Geschoss besitzt er auf allen Seiten Klangarkaden. Der Turm, ursprünglich von einem hölzernen Dachstuhl bedeckt, schließt heute mit einem steinernen Dach ab.